# Lionel Nallet
Pour les articles homonymes, voir Nallet.

a Compétitions nationales et continentales officielles uniquement.

b Matchs officiels uniquement.
Dernière mise à jour le 24 septembre 2015.
Lionel Nallet, né le 14 septembre 1976 à Bourg-en-Bresse (Ain), est un joueur de rugby à XV français.
Lionel Nallet a été formé à l’US bressane. Il intègre en 1998 le club du CS Bourgoin-Jallieu où il joue en tandem avec Sébastien Chabal, son futur coéquipier au sein du Racing Métro 92, du Lyon OU et de l'équipe de France et a également évolué au sein du Castres olympique et du Racing 92.
Sélectionné en équipe de France entre 2000 et 2012, il dispute son dernier match avec celle-ci lors du Tournoi des Six Nations lors de la rencontre face à l'Angleterre. Il dispute 74 matchs et inscrit 9 essais. Parmi ces rencontres, il en dispute 16 en tant que capitaine. Il remporte trois éditions du Tournoi des Six Nations, en 2006 et 2007 et en 2010 où il réussit le Grand Chelem.

## Biographie

### Jeunesse
Né le 14 septembre 1976 à Bourg-en-Bresse, Lionel Nallet a des parents, Éveline et Daniel, qui sont des bénévoles du club et de l'école de rugby du club local ; déjà costaud pour son âge, il débute à 6 ans à l'école de rugby de l'Union sportive bressane. Il joue alors au rugby pour « se retrouver avec les copains » et ne montre pas d'intérêt à devenir joueur professionnel. Amateur de mécanique, il passe un BEP de mécanique générale et un baccalauréat professionnel.
Sa sœur Séverine joue avec les Violettes bressanes et est championne de France de première division en 1989. Marié à Élisabeth, Lionel Nallet a deux enfants, Emma (12 ans fin 2013) et Bastien (6 ans fin 2013).

### Débuts à Bourgoin (1998-2003)
En 1997, Michel Couturas, l'entraîneur du CS Bourgoin-Jallieu, recrute Lionel Nallet.
Avec le club berjallien, Lionel Nallet  découvre le plus haut niveau du rugby français et européen ainsi que la sélection française. Il côtoie la génération dorée issue du centre de formation du club (Julien Bonnaire, Benjamin Boyet, Sébastien Chabal, Olivier Milloud, Pascal Papé...) et fait ses gammes au haut niveau, même s'il ne remporte pas de trophée. Il atteint quatre finales qu'il perd toutes avec son club : la finale du Challenge européen en 1999, la finale du trophée Du Manoir en 1999, la finale de la Coupe de la ligue en 2003 et celle du Challenge Sud-Radio la même année.
Finaliste du Challenge européen en 1999, il participe au challenge européen en 2000-2001. Il honore sa première cape internationale en équipe de France le 28 mai 2000 face à l'équipe de Roumanie et inscrit un essai. La France l'emporte facilement 67-20. Au mois d'août 2000, il devient champion du monde universitaire en compagnie de quatre de ses coéquipiers berjalliens : Benjamin Boyet, Olivier Milloud, Alexandre Péclier et Sébastien Chabal.
En novembre 2000, il est sélectionné avec les Barbarians français pour jouer la Nouvelle-Zélande au Stade Bollaert à Lens. Les Baa-Baas parviennent à s'imposer 23 à 21.
L'année suivante, il ne dispute qu'un seul match du Tournoi des six nations, perdu 48 à 19 contre l'Angleterre pour sa deuxième apparition internationale. Par la suite, il dispute sept test-matchs entre 2001 et 2003 mais n'est pas retenu par Bernard Laporte pour la Coupe du monde 2003. Bourgoin termine deuxième de poule de la Coupe d'Europe de rugby à XV 2002-2003, devancé pour la qualification au bénéfice des essais par le Biarritz olympique.

### Confirmation au Castres olympique et en équipe de France (2003-2009)

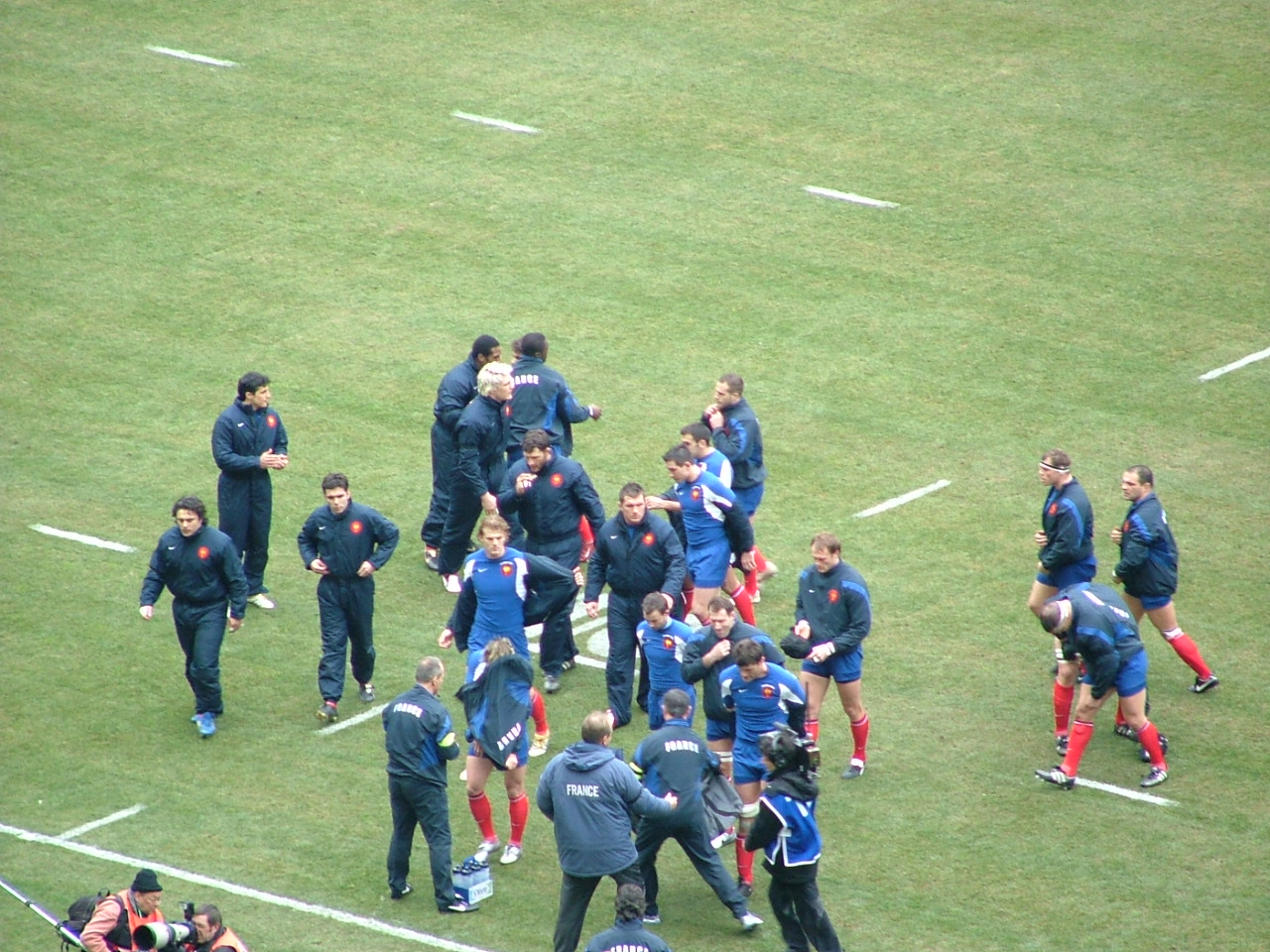
Lionel Nallet avec le XV de France lors du match contre l'équipe d'Irlande dans le Tournoi des six nations en 2006.

Il participe à la coupe d'Europe en 2004-2005 et 2005-2006.
En juin 2005, il est sélectionné avec les Barbarians français pour aller défier la Western Province à Stellenbosch en Afrique du Sud. Les Baa-Baas s'inclinent 22 à 20.
Il revient en équipe de France en 2005 où il joue quatre test matchs puis le tournoi des six nations 2006 qu'il remporte avec quatre rencontres disputées. En 2007, il joue toutes les rencontres du tournoi et inscrit un essai face au pays de Galles. La France remporte la compétition avec quatre victoires et une défaite six mois avant la Coupe du monde 2007.
Il est retenu par Bernard Laporte dans la liste des trente joueurs sectionnés pour la Coupe du monde 2007. Barré par Fabien Pelous et Jérôme Thion lors de la défaite contre l'Argentine, il est titulaire aux côtés de Sébastien Chabal contre la Namibie. La France s'impose 87-10 face à des Namibiens réduits à 14 et Nallet marque deux essais. Face à l'Irlande, il entre à la 46e minute et participe à la victoire des siens 25-3. Pour le dernier match face à la Géorgie, il est titulaire et marque un nouvel essai. La rencontre se termine sur le score de 64-7 et la France se qualifie pour les quarts de finale. Les Bleus retrouvent sur leur route les All Blacks en quart de finale, Lionel Nallet suit la victoire retentissante de ses coéquipiers 20-18 depuis le banc de touche. En demi-finale, l'équipe de France est battue 14-9 par l'équipe d'Angleterre emmenée par Jonny Wilkinson auteur d'une pénalité et d'un drop en fin de match. Bernard Laporte choisit de faire tourner son équipe pour la petite finale face à l'Argentine. Lionel Nallet est titulaire mais n'empêche pas la lourde défaite 34-10 des Bleus face à de vaillants Argentins. La France termine quatrième de la compétition, Lionel Nallet lui, a joué quatre matchs et inscrit deux essais.

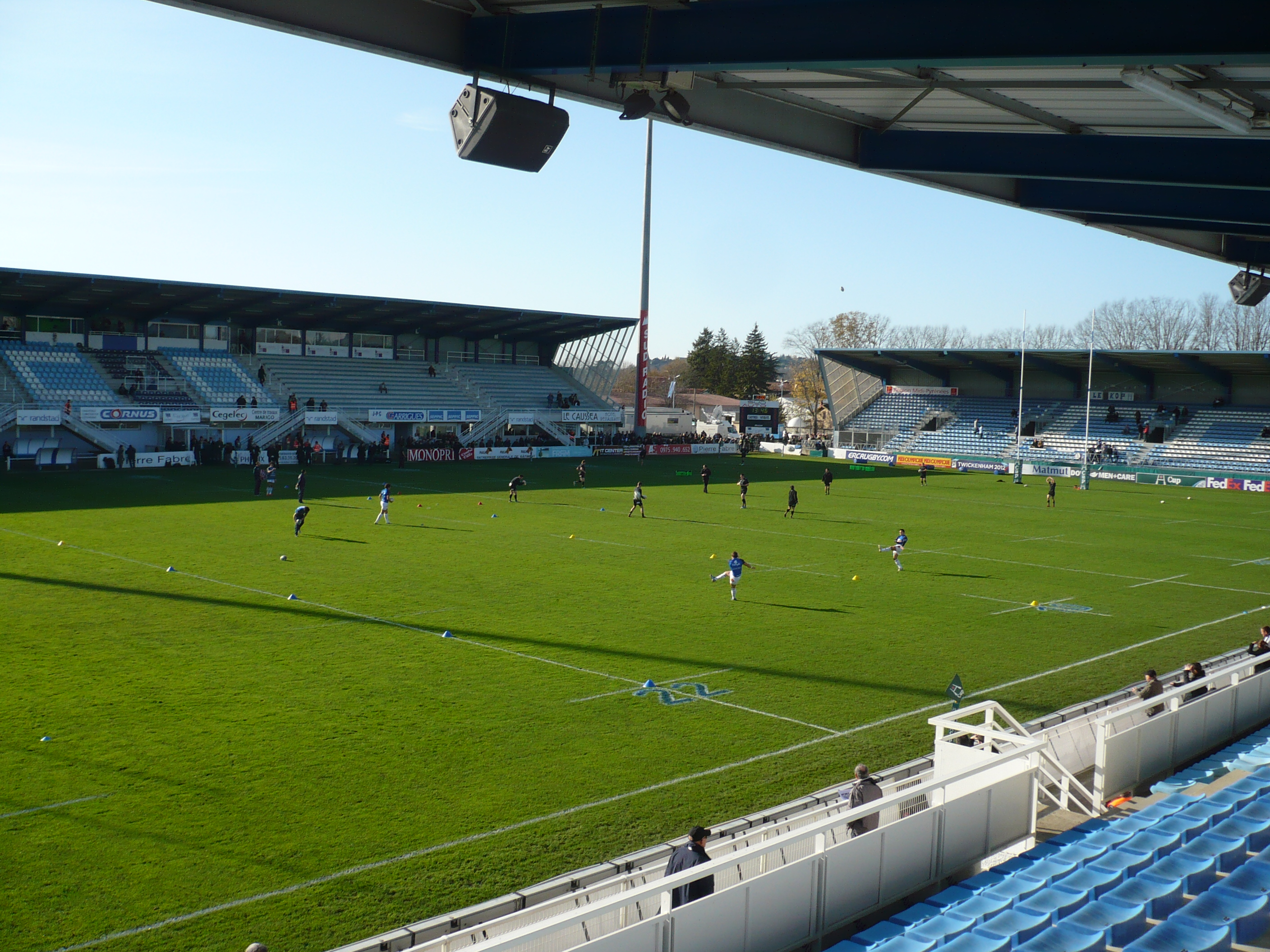
Lionel Nallet joua, entre 2003 et 2009, au Stade Pierre-Antoine de Castres, dans le sud du Tarn

En 2008, à la suite de la prise de fonction du trio d'entraîneurs Lièvremont-Ntamack-Retière et à la retraite internationale de cadres tels que Raphaël Ibañez, Fabien Pelous, Serge Betsen ou Christophe Dominici, il est nommé capitaine. Lors du Tournoi des six nations 2008, la France remporte ses deux premiers matchs contre l'Écosse et l'Irlande respectivement 27-6 et 26-21 avant de chuter face aux Anglais au stade de France. Malgré l'essai de Nallet, la France est défaite 24-13 par une équipe anglaise solide. Après une victoire face à l'Italie 25-13, la France dispute son dernier match à Cardiff face au pays de Galles. Les Français enregistrent leur deuxième défaite du Tournoi 29-12, permettant aux Gallois de remporter le Grand chelem.
La tournée d'été se solde par deux défaites face aux Wallabies en Australie 40-10 et 34-13. En automne, la France remporte ses deux premiers matchs contre l'Argentine à Marseille et les Pacific Islanders à Sochaux 12-6 et 42-17 avant de chuter au Stade de France à nouveau contre les Australiens 18-13 dans un match serré. Lionel Nallet joue tous les matchs.
En février 2009, le XV de France entame le Tournoi des six nations 2009 par une défaite contre l'Irlande 30-21 à Dublin. Les Bleus effacent ce revers face à l'Écosse et le pays de Galles, et gagnent respectivement 22-13 et 21-16. Deux semaines plus tard, les Français sont dominés par l'Angleterre au stade de Twickenham 34-10. La France remporte son dernier match contre l'Italie 50-8 et termine troisième derrière l'Angleterre et l'Irlande qui décroche le Grand chelem.
En juin 2009, blessé aux côtes, Lionel Nallet ne participe pas à la tournée d'été en Nouvelle-Zélande. Il cède le brassard de capitaine à Thierry Dusautoir après 15 capitanats en 15 titularisations.

### Racing Métro 92 (2009-2012)

#### Première saison dans le Top 14 (2009-2010)

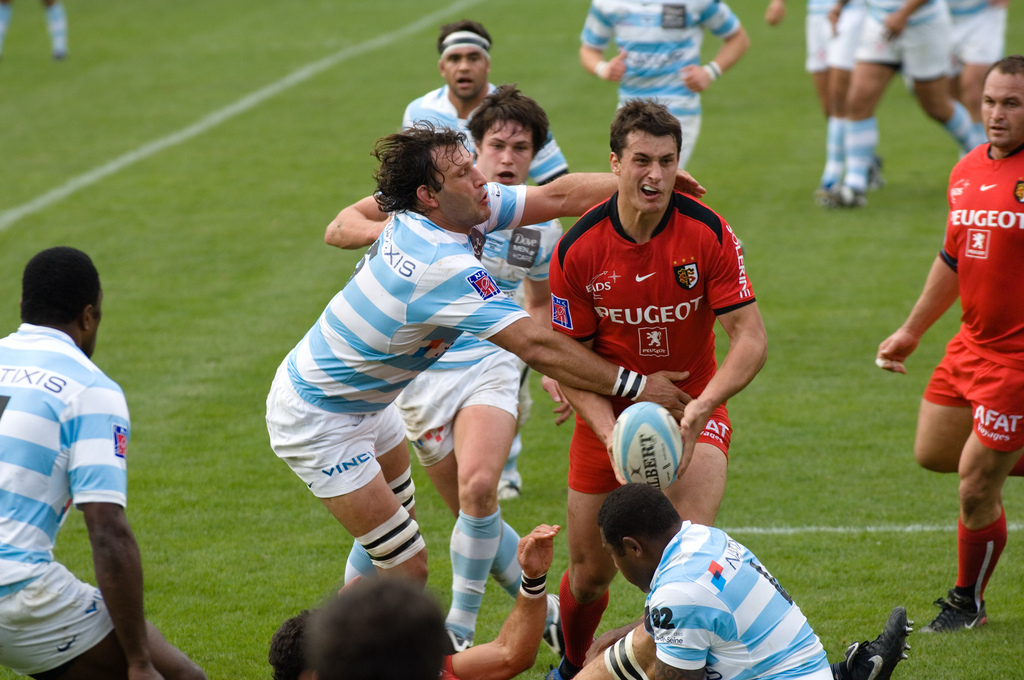
Lionel Nallet tente de plaquer Yannick Jauzion lors d'un match face au Stade toulousain le 31 octobre 2009.

Le 30 avril 2009, Lionel Nallet signe un contrat de 3 ans avec le Racing Métro 92, qui est promu et vient d'accéder au Top 14 après que le club ait remporté le Championnat 2008-2009 de Pro D2. Il est rejoint au club par Sébastien Chabal provenant de Sale, qui a également signé un contrat de 3 ans avec le club et par le Sud-Africain François Steyn venant des Sharks. Nallet est nommé capitaine par Pierre Berbizier.
Lionel Nallet est titulaire pour la victoire à Toulouse du XV de France face aux Springboks 20-13 et la lourde défaite 39-12 face aux All Blacks au Stade Vélodrome à Marseille.
Après un début de championnat délicat pour le Racing qui alterne victoires et défaites, les Racingmen se reprennent et enchaînent neuf victoires consécutives. En Challenge européen, les ciels et blancs s'inclinent lors de leurs deux premières rencontres face au London Wasps et l'Aviron bayonnais avant de remporter la double confrontation contre les Italiens de Futura Park Roma sur des scores larges. Après une nouvelle défaite face à Bayonne, le Racing Métro est éliminé malgré sa dernière victoire contre les London Wasps. Le club francilien termine troisième de sa poule, Lionel Nallet ayant pris part qu'à une seule rencontre. Après une petite perte de vitesse début 2010, le Racing termine sixième au classement de la phase régulière et se qualifie pour les barrages. Opposé à ASM Clermont Auvergne, les racingmen sont défaits 21-17 par les futurs champions de France. Mais la sixième place obtenue au classement les qualifie pour la Coupe d'Europe pour la première fois de l'histoire du club. Au total, Lionel Nallet aura joué 22 matchs.
En 2010, la France décroche le Grand Chelem après ses 5 victoires dans le Tournoi des Six Nations. Lionel Nallet, en duo avec Pascal Papé, joue tous les matchs et remporte, pour la troisième fois le tournoi avec le XV de France. La tournée d'été n'est pas pour autant réussie, la France s'incline lourdement devant l'Afrique du Sud (42-17) et l'Argentine (41-13) en juin.

#### Le Racing sur le podium (2010-2011)

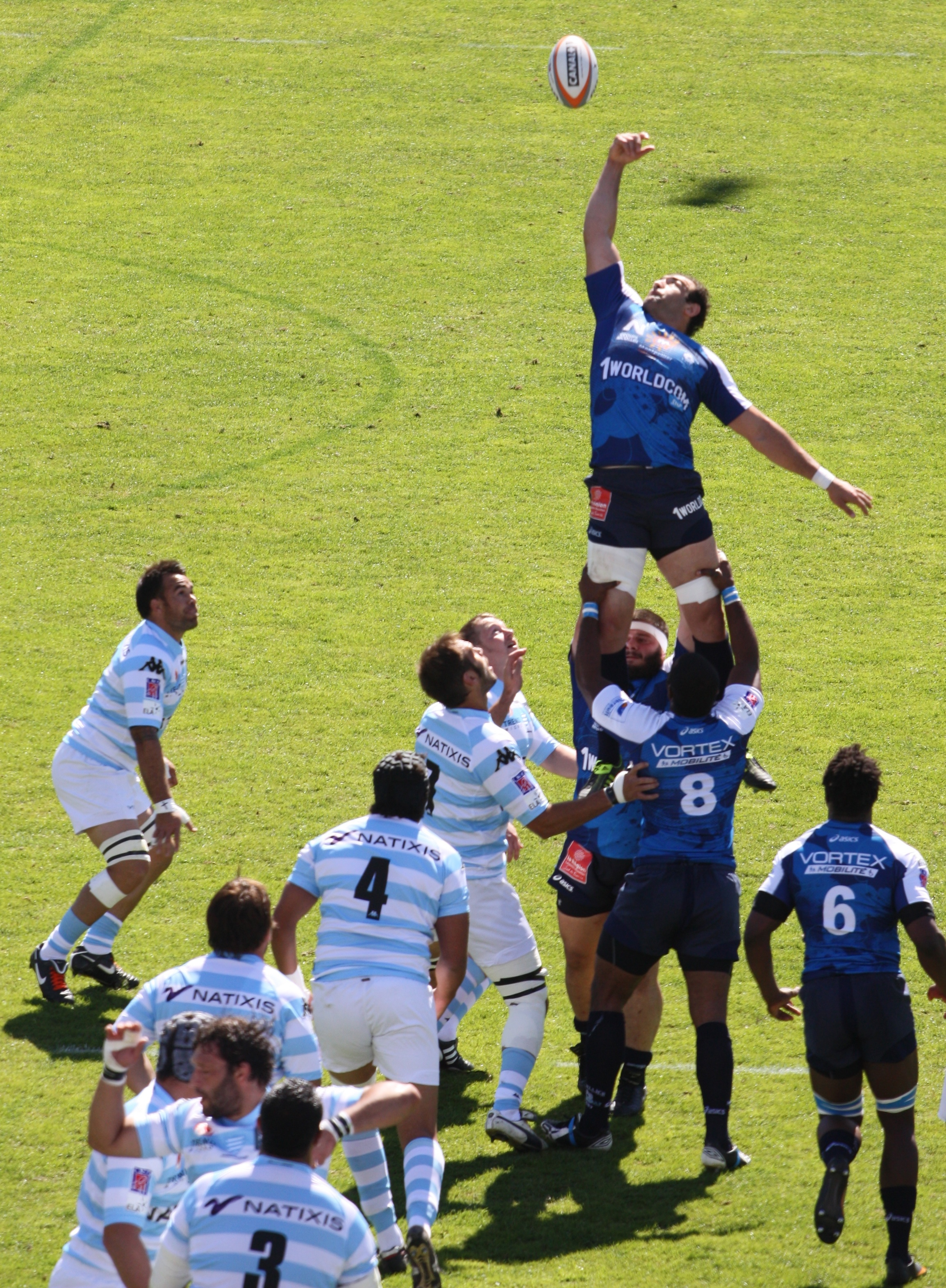
Demi-finale du Top 14 2010-2011 entre le Racing Métro et le Montpellier HR au Stade Vélodrome à Marseille.

Grâce à un début tonitruant en championnat, le Racing Métro pointe à la troisième place du classement lors de la trêve hivernale avec huit victoires, un nul et quatre défaites. En novembre, Lionel Nallet est titulaire pour la revanche au Stade de la Mosson face aux Pumas remportée 15-9. En HCup, le Racing Métro hérite d'un poule difficile comprenant le Leinster, l'ASM Clermont Auvergne et les Saracens. Les Racingmen s'incline 38-22 lors du premier match face au Leinster avant d'enchaîner deux victoires consécutives. Le Racing perd ses trois matchs de la phase retour et termine troisième de la poule. Nallet joue quatre matchs.
L'équipe de France démarre le Tournoi 2011 par deux victoires face à l'Écosse 34-21 au Stade de France puis face à l'Irlande 25-22 à l'Aviva Stadium. Les Français s'inclinent face à Angleterre 17-9 avant de perdre pour la première fois dans le Tournoi contre Italie 22-21. Humilié, le XV de France se rachètent au Stade de France en battant le pays de Galles 28-9 avec deux essais de Lionel Nallet où il est élu homme du match, permettant aux Bleus de terminer à la seconde place du classement.
En championnat, les ciels et blancs continuent sur leur lancée et terminent deuxième au classement de la phase régulière derrière le Stade toulousain. Cette deuxième place les qualifie directement pour les demi-finales. Face à eux, la jeune équipe de Montpellier qui s'est qualifiée après être passé par les barrages. Les Héraultais s'imposent d'un petit point 26-25 dans un match riche en essais et privent le Racing d'une finale au Stade de France. Lionel Nallet joue 19 matchs.

#### Coupe du monde 2011

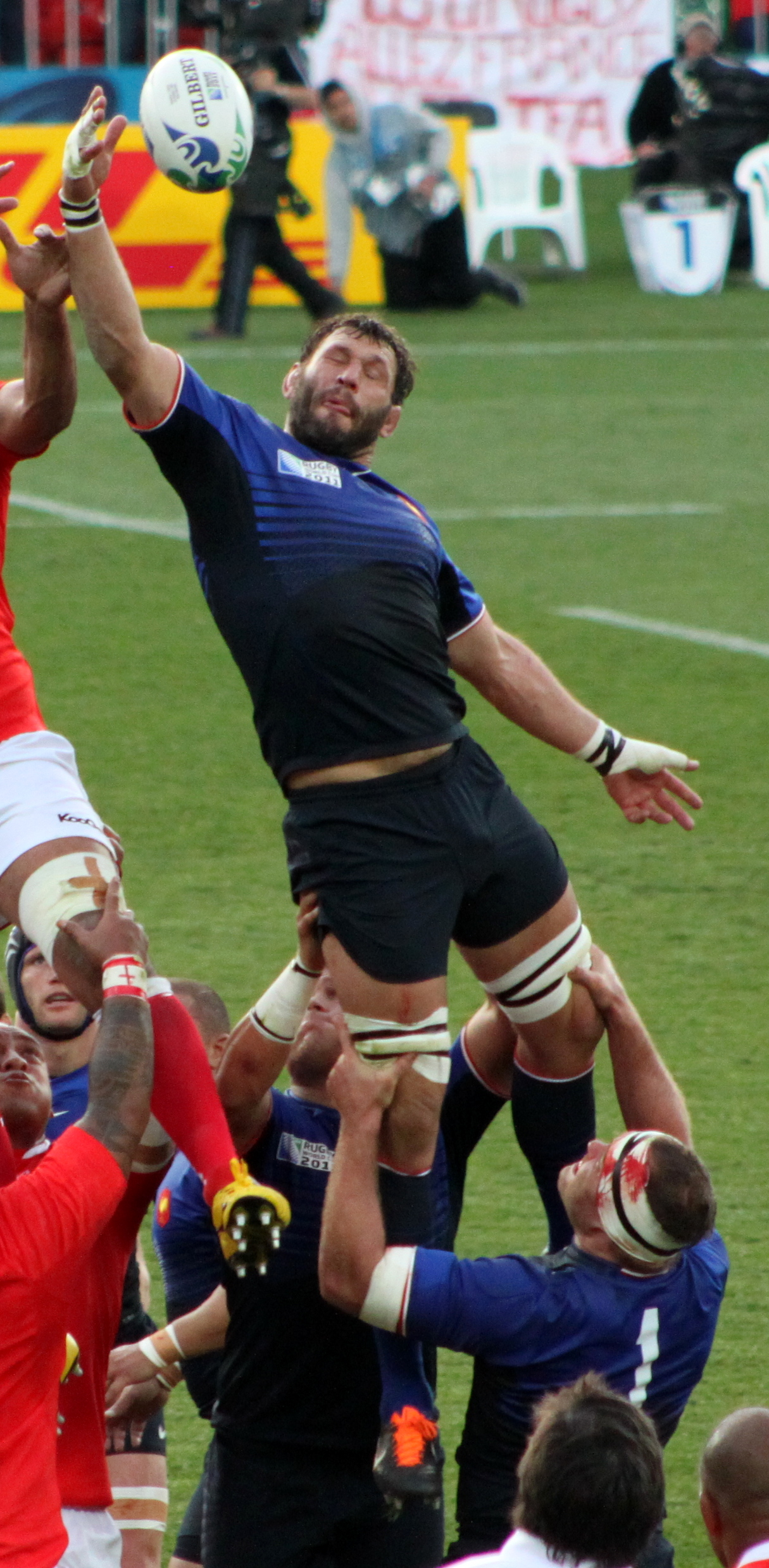
Lionel Nallet sur une touche face aux Tonga lors de la Coupe du monde 2011.

Le 11 mai 2011, Marc Lièvremont dévoile la liste des trente joueurs retenus pour la Coupe du monde 2011. En deuxième ligne, figurent Lionel Nallet, Julien Pierre, Romain Millo-Chluski et Pascal Papé. Nallet dispute les deux test-matchs de préparation face à l'Irlande remportés 19-12 et 26-22 Pour le premier match de la compétition face au Japon, Lionel Nallet est titulaire et inscrit un essai à la 71e minute. La France remporte le match 47-21 face à une surprenante équipe japonaise Mis au repos face au Canada, Lionel Nallet subit comme tous ses coéquipiers la défaite 37-17 face aux All Blacks à l'Eden Park puis la déroute face aux Tonga 19-14. Lionel Nallet va même s'excuser de cette défaite devant les médias. Malgré ses deux défaites, les Bleus se qualifient en quart de finale, pour affronter l'Angleterre. Motivés après leur défaite face aux Tongiens, les Français remportent le match 19-12 avec un 16-0 à la mi-temps. En demi-finale, le XV de France retrouve sur sa route la jeune équipe galloise. Réduits à 14 à la suite de l'expulsion de leur capitaine, les Gallois ne déméritent pas et inscrivent même un essai. Mais c'est pourtant la France qui se qualifie en finale après sa victoire 8-9. Les All Blacks sont les adversaires des Français. Après un essai en première période de Tony Woodcock, les Français passent devant au score à la suite de l'essai du capitaine Thierry Dusautoir, transformé par François Trinh-Duc. Une dernière pénalité de Stephen Donald permet à la Nouvelle-Zélande de remporter son deuxième titre de champion du monde après celui de 1987. La France est finaliste de la compétition, après avoir trébuché deux fois en poule. Individuellement, Lionel Nallet joue 6 matchs, pour un bilan de 3 victoires et 3 défaites et il marque un essai face au Japon. Il aura notamment été titulaire et a joué tous les matchs de phase finale dans leur intégralité.

#### Troisième saison et retraite internationale (2011-2012)
En 2012, le nouveau sélectionneur Philippe Saint-André, qui l'entraîna à Bourgoin (lors de la saison 2002-2003) parle du joueur : « C'est un joueur exceptionnel, avec un état d'esprit fantastique ». Malgré ses propos élogieux, il n'est pas retenu dans la première liste de trente joueurs appelés à préparer le Tournoi des Six Nations, Philippe Saint-André misant plutôt sur une génération de joueurs plus jeunes. À la suite de cette non-convocation, il déclare : « L'équipe de France n'est plus mon objectif maintenant. J'ai beaucoup donné avec les Bleus. Certes, si je suis appelé, ce sera toujours un plaisir d'y aller. Mais si je ne suis pas appelé, je n'aurai aucune déception, aucun regret, aucune amertume. » Mais quelques jours plus tard, victime d'une luxation de l'épaule, Romain Millo-Chluski doit déclarer forfait pour le Tournoi et le sélectionneur rappelle Lionel Nallet. Il participe aux quatre premières rencontres du Tournoi mais à chaque fois en tant que remplaçant. Il dispute son dernier match en équipe de France face à l'Angleterre au Stade de France perdu 24-22. La France termine quatrième du Tournoi après une nouvelle défaite face au pays de Galles qui remportent le Grand chelem.
À la suite de la défaite contre l'Angleterre, Lionel Nallet met un terme à sa carrière internationale. Il a connu 74 sélections, 16 capitanats et marqué 9 essais avec le XV de France entre 2001 et 2012.

### Lyon (2012-2015)

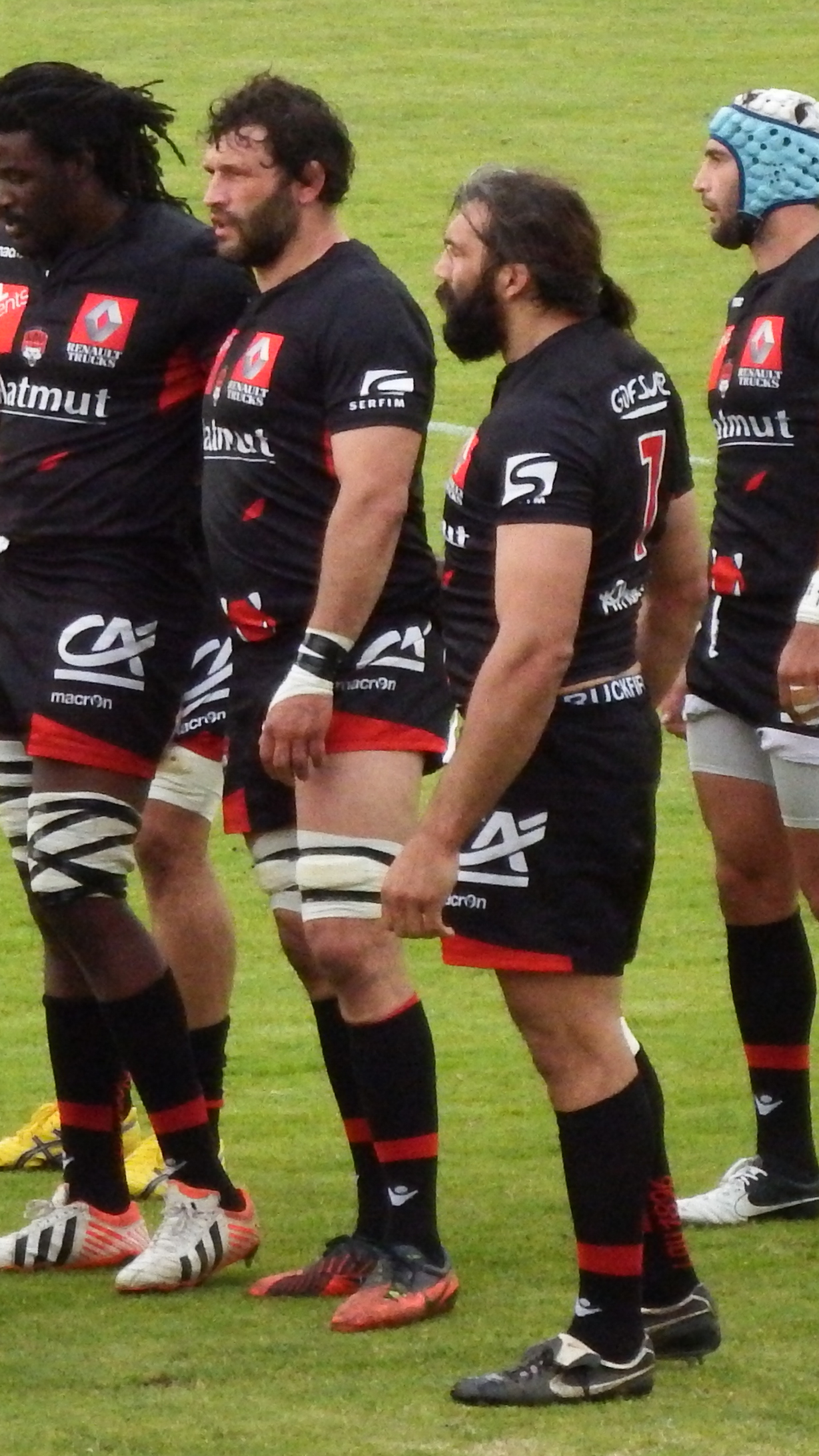
Lionel Nallet et Sébastien Chabal jouent deux saisons en Pro D2 avec le Lyon OU.

Fin avril 2012, le club du Lyon OU annonce la signature du deuxième ligne à partir de la saison 2012-2013, alors que le club descend en Pro D2 à la fin de la saison. « J'ai trouvé un certain intérêt à revenir à Lyon. Je rentrais chez moi, je retrouvais mes amis d'enfance et mon entreprise. C'était bien pour préparer ma reconversion », déclare-t-il en mai 2015. Le projet est de jouer une saison de Pro D2, de remonter en Top 14 et de disputer une dernière année en élite du rugby français. Les deux premiers matchs à domicile de Lyon et Lionel Nallet sont gagnés et le LOU est premier avec neuf points. Lyon et son capitaine Lionel Nallet s'inclinent 35 à 24 à Albi lors de la quatrième journée. Après une nouvelle défaite à Auch, Lionel Nallet et ses coéquipiers perdent à Aurillac (19-16) début novembre. L'équipe d'Oyonnax occupe la tête du championnat après dix journées avec une seule défaite devant le supposé favori, le club de Lionel Nallet. Le 16 décembre 2012, Lionel Nallet et ses coéquipiers perdent à domicile contre Carcassonne (15-13). À la fin du mois de décembre 2012, Lyon a perdu sept matchs et est classé huitième du championnat de Pro D2. Lyon termine huitième de la saison, loin de ses ambitions. Lyon débute bien le championnat de France de rugby à XV de 2e division 2013-2014 et Lionel Nallet et ses coéquipiers sont seuls invaincus après quatre journées. Le leader du championnat s'impose 31-8 contre Dax début décembre 2013 avec un essai de Lionel Nallet pour ouvrir le score. En mars 2014, l'équipe de Lionel Nallet et Sébastien Chabal gagne leur septième victoire consécutive et compte douze points d'avance sur le deuxième. Lyon et Lionel Nallet sont champions de France de Pro D2 2013-2014 et accèdent au Top 14. Lionel Nallet prolonge d'une année pour jouer une dernière saison au plus haut niveau.
Lionel Nallet termine son parcours à Lyon et comme joueur de rugby sur une victoire contre Grenoble (29-24) le samedi 23 mai 2015 lors de la dernière journée de Top 14.

## Palmarès

### En club
- Challenge européen
  - Finaliste (1) : 1999 (CS Bourgoin-Jallieu)

- Coupe de France
  - Finaliste (1) : 1999 (CS Bourgoin-Jallieu)

- Coupe de la Ligue
  - Finaliste (1) : 2003 (CS Bourgoin-Jallieu)

- Challenge Sud-Radio
  - Vainqueur (1) : 2003 (Castres olympique)

- Championnat de France de 2e division
  - Vainqueur : 2014 (Lyon OU)

### En équipe nationale
- Vainqueur du Tournoi des six nations en 2006, 2007 et 2010 (Grand chelem)
- Finaliste de la Coupe du monde en 2011

#### Coupe du monde
| Édition               | Rang      | Résultats France | Résultats L. Nallet | Matchs L. Nallet |
| --------------------- | --------- | ---------------- | ------------------- | ---------------- |
| France 2007           | Quatrième | 4 v, 0 n, 3 d    | 3 v, 0 n, 1 d       | 4/7              |
| Nouvelle-Zélande 2011 | Finaliste | 4 v, 0 n, 3 d    | 3 v, 0 n, 3 d       | 6/7              |

Légende : v = victoire ; n = match nul ; d = défaite.

#### Tournoi des six nations
| Édition          | Rang | Résultats France | Résultats L. Nallet | Matchs L. Nallet |
| ---------------- | ---- | ---------------- | ------------------- | ---------------- |
| Six nations 2001 | 5    | 2 v, 0 n, 3 d    | 0 v, 0 n, 1 d       | 1/5              |
| Six nations 2006 | 1    | 4 v, 0 n, 1 d    | 4 v, 0 n, 0 d       | 4/5              |
| Six nations 2007 | 1    | 4 v, 0 n, 1 d    | 4 v, 0 n, 1 d       | 5/5              |
| Six nations 2008 | 3    | 3 v, 0 n, 2 d    | 3 v, 0 n, 2 d       | 5/5              |
| Six nations 2009 | 3    | 3 v, 0 n, 2 d    | 3 v, 0 n, 2 d       | 5/5              |
| Six nations 2010 | 1    | 5 v, 0 n, 0 d    | 5 v, 0 n, 0 d       | 5/5              |
| Six nations 2011 | 2    | 3 v, 0 n, 2 d    | 3 v, 0 n, 2 d       | 5/5              |
| Six nations 2012 | 4    | 2 v, 1 n, 2 d    | 2 v, 1 n, 1 d       | 4/5              |

Légende : v = victoire ; n = match nul ; d = défaite ; la ligne est en gras quand il y a grand chelem.

### Distinction personnelle
- Nuit du rugby 2008 : Meilleur international français pour la saison 2007-2008

## Statistiques

### En club
De 1998 à 2003, Lionel Nallet joue avec le CS Bourgoin-Jallieu qu'il rejoint à l'âge de 20 ans après avoir débuté avec le club de l'US bressane. Puis il passe six saisons au Castres olympique avant de s'engager avec le Racing Métro 92 en 2009. Au cours de sa carrière, il dispute 55 matchs en compétition européenne de club (Challenge européen et Coupe d'Europe) au cours desquels il marque trois essais. Avec le Castres olympique, il dispute 129 matchs et marque huit essais. Avec Lyon, il joue 75 rencontres et marque sept essais.

### En équipe nationale
Depuis sa première sélection en 2000, Lionel Nallet dispute 74 matchs avec l'équipe de France au cours desquels il marque 9 essais (45 points). Il participe notamment à huit Tournoi des Six Nations et à deux coupes du monde (2007 et 2011) pour un total de dix rencontres disputées en deux participations,.

## Style, reconnaissance et popularité
Lionel Nallet évolue au poste de deuxième ligne. Il est reconnu pour son engagement physique, ses qualités en défense, son travail dans les phases obscures de jeu et son statut de leader sur le terrain comme dans les vestiaires.
Lionel Nallet parle de son jeu « J’ai plus tendance à m’attacher au travail des rucks et aux déblayages. Ces dernières années, j’ai peut-être gagné un peu en capacité de déplacement et au niveau rugby, je suis peut-être un peu plus présent balle en main même si ça n’a jamais été ma spécialité. C’est une chose sur laquelle il faudrait encore que je progresse ».

## Revenus, collaborations et activités en dehors du rugby
Lionel Nallet est titulaire d'un BTS de productique, obtenu à Bourgoin-Jallieu.
Il touche son premier salaire à Bourgoin d'environ 1 000 euros. En 2010, Lionel Nallet est le troisième joueur le mieux payé du Top 14 derrière Jonny Wilkinson et Sébastien Chabal, il gagne 325 000 euros par an contre 408 000 euros pour Wilkinson et 340 000 euros pour Chabal,.
Depuis 2007, Lionel Nallet parraine l'association Eva la Vie qui récolte des fonds pour améliorer les conditions d'hospitalisation d'enfants malades.
En 2011, Toshiba, déjà sponsor officiel de la Coupe du monde de rugby 2011, annonce son partenariat avec le joueur du XV de France et du Racing Métro 92. Lionel Nallet sera donc l’ambassadeur du constructeur en France. En novembre, il reçoit la médaille de la ville de Bourg-en-Bresse, l'endroit où il est né et où il a joué, sous les couleurs de l'Union sportive bressane.
Outre ses activités sportives, Lionel Nallet est également entrepreneur. En effet, il gère avec son beau-frère une entreprise de mécanique de précision depuis 2007 à Saint-Étienne-du-Bois dans l'Ain,. Elle compte sept salariés. Il s'investit dans un rôle commercial démarchant les secteurs du nucléaire, du ferroviaire. En compagnie de Sébastien Chabal, il dirige également un hôtel, un restaurant et la brasserie du Lyon olympique universitaire,. Il est également associé dans une société d'évènementiel.